# Randy Rhoads
Randy Rhoads, född 6 december 1956 i Santa Monica i Kalifornien, död 19 mars 1982 i Leesburg i Florida, var en amerikansk gitarrist. Han är känd för att ha startat hårdrocksbandet Quiet Riot, och för att ha spelat med Ozzy Osbourne på två av dennes soloskivor.

## Biografi

### Quiet Riot
När Rhoads var 14 år lärde han sin bästa vän Kelly Garni att spela bas. De två tillsammans bildade Quiet Riot. Bandet började först spela på små barer runt om i Hollywood. Successivt ökade populariteten och Quiet Riot fick till slut ett skivkontrakt i Japan.

### Ozzy Osbourne
År 1979 blev Ozzy Osbourne sparkad från Black Sabbath och satsade därefter på en solokarriär. Rhoads gick på hans audition för en gitarrist, och fick jobbet direkt. De anställde också före detta Rainbowbasisten Bob Daisley. Deras första skiva, Blizzard of Ozz innehöll bland annat "Mr. Crowley" och "Crazy Train". Albumet blev genast en hit, främst i USA.
Deras nästa skiva, Diary of a Madman, blev deras sista. Skivan innehöll två låtar som släpptes som singlar, "Over the Mountain" och "Flying High Again". Osbourne och Rhoads turnerade mycket med olika banduppsättningar. Dock hade Rhoads en längtan att studera mer klassisk gitarr, och lämna rocken några år.

### Flygolyckan

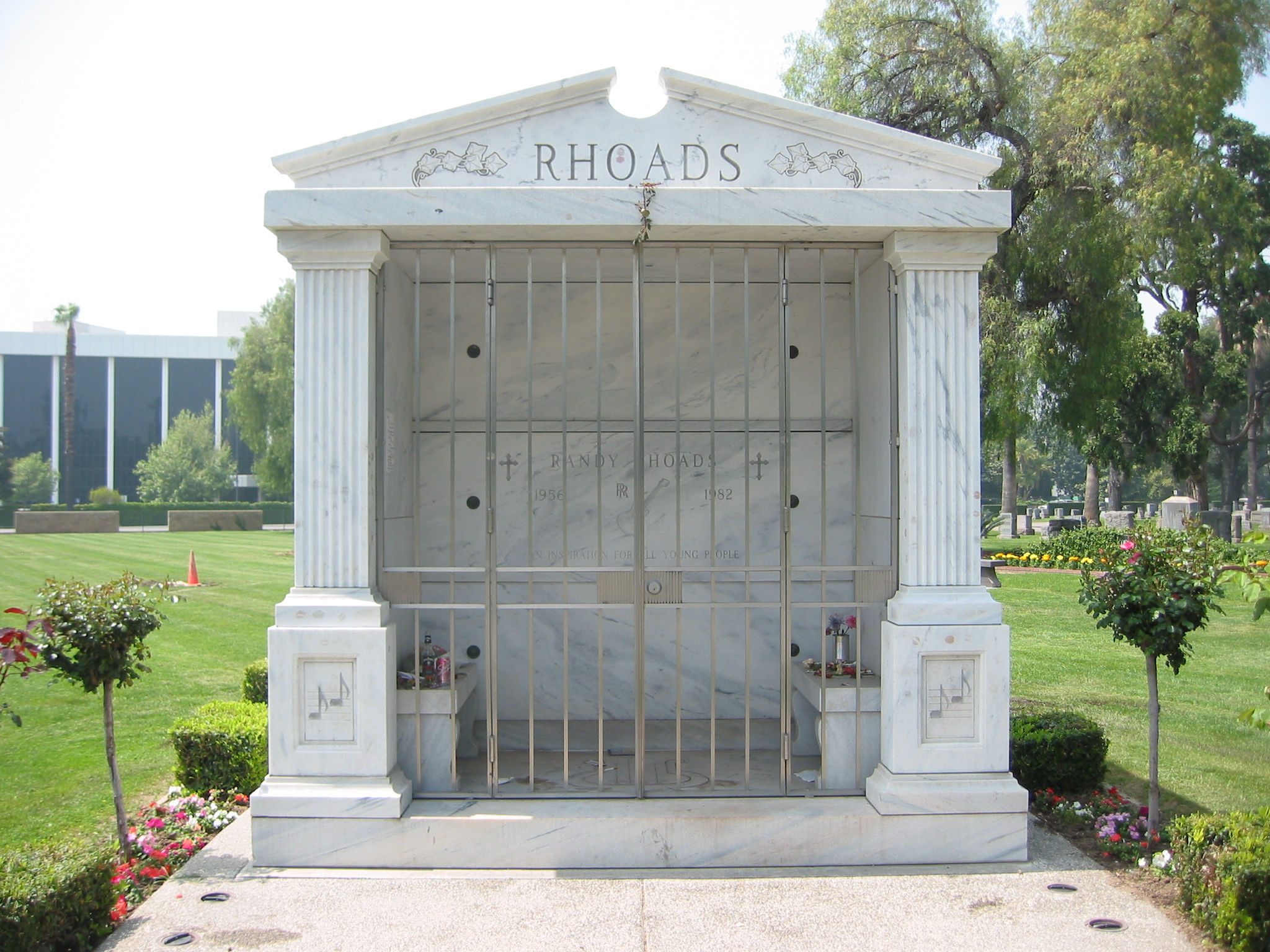
Randy Rhoads gravmonument i San Bernardino i Kalifornien.

Randy Rhoads sista spelning blev den 18 mars 1982 i Knoxville i Tennessee. Dagen därpå skulle de spela på en festival i Florida och efter att ha kört bil hela natten stannade de till hos Jerry Calhoun i Leesburg i Florida. Här fanns en liten landningsbana med helikoptrar och flygplan och Andrew Aycock, bandets busschaufför, övertalade Rhoads, trots hans flygrädsla, samt hårfrisörskan och sömmerskan Rachel Youngblood att följa med upp på en provflygning. Under flygningen försökte Aycock ”lågsniffa” och skrämma de andra bandmedlemmarna som sov i turnébussen. Den tredje lågflygningen misslyckades katastrofalt då den vänstra vingen slog i baksidan av bussen vilket resulterade i att Aycock tappade kontrollen på planet som kraschade i ett närbeläget garage och fattade eld. Alla tre, Randy Rhoads, Andrew Aycock och Rachel Youngblood dog omedelbart. Efter obduktion framkom det att piloten Aycock hade spår av kokain i kroppen vid olyckstillfället.
Randy Rhoads blev 25 år. Han ligger begravd på Mountain View Cemetery i San Bernardino i Kalifornien.

### Åren efter
Ozzy Osbourne gav 1987 ut livealbumet Tribute, inspelat med Rhoads 1981, som en hyllning till denne.
Rhoads gitarrspel har inspirerat många av dagens framstående gitarrister, däribland Zakk Wylde, Yngwie Malmsteen, Dimebag Darrell, Kai Hansen, Kerry King, John Petrucci, Jake E. Lee, Troy Stetina, Dweezil Zappa, Paul Gilbert, Marty Friedman, Kirk Hammett, Timo Tolkki, Michael Romeo, Alexi Laiho och Buckethead.

## Diskografi

### Med Quiet Riot
- 1977 – Quiet Riot
- 1978 – Quiet Riot II

### Med Ozzy Osbourne
- 1980 – Blizzard of Ozz
- 1981 – Diary of a Madman
- 1987 – Tribute